# Dianthoveus cremnophilus
Dianthoveus cremnophilus är en enhjärtbladig växtart som beskrevs av Barry Edward Hammel och G.J.Wilder. Dianthoveus cremnophilus ingår i släktet Dianthoveus och familjen Cyclanthaceae. Inga underarter finns listade.